# Paris–Nizza 2006
Das 64. Radrennen Paris–Nizza hat vom 5. bis 12. März 2006 stattgefunden. Es wurde in einem Prolog und sieben Etappen über eine Distanz von 1.276,3 Kilometern ausgetragen. Neben den 20 teilnehmenden ProTour-Teams erhielt die Mannschaft Agritubel eine Wildcard.
Der im Pariser Vorort Issy-les-Moulineaux ausgetragene Prolog konnte vom Vorjahressieger Bobby Julich gewonnen werden. Er war somit der erste Träger des gelben Trikots des Gesamtführenden bei Paris–Nizza 2006. Dieses Trikot verlor er jedoch bereits am darauffolgenden Tag an den amtierenden Radsportweltmeister Tom Boonen, dem fünften des Prologs und Sieger der folgenden beiden Etappen. Die Vorentscheidung in der Gesamtwertung dieser Rundfahrt gelang Floyd Landis, der sich zusammen mit Francisco Vila am Col de la Croix de Chaubouret wenige Kilometer vor dem Ziel in Saint-Étienne von seinen Verfolgern absetzen konnte. Floyd Landis wurde bei dieser Etappe Zweiter hinter dem Tagessieger Francisco Vila und übernahm das Gelbe Trikot, das er bis Nizza, dem Ende der Rundfahrt, verteidigen konnte. Die Punktewertung gewann nach dem Ausscheiden der Sprinter Tom Boonen (7. Etappe) und Allan Davis (5. Etappe) Samuel Sanchez. Bester Bergfahrer wurde David Moncoutié, der die Führungsposition dieser Wertung erst auf der Schlussetappe von Christophe Laurent übernahm.

## Etappen
| Etappe    | Tag      | Start – Ziel                        | km        | Etappensieger        | Gelbes Trikot |
| --------- | -------- | ----------------------------------- | --------- | -------------------- | ------------- |
| Prolog    | 5. März  | Issy-les-Moulineaux                 | 4,8 (EZF) | Bobby Julich         | Bobby Julich  |
| 1. Etappe | 6. März  | Villemandeur – Saint-Amand-Montrond | 193       | Tom Boonen           | Tom Boonen    |
| 2. Etappe | 7. März  | Cérilly – Belleville                | 200       | Tom Boonen           | Tom Boonen    |
| 3. Etappe | 8. März  | Juliénas – Saint-Étienne            | 170       | Francisco Vila       | Floyd Landis  |
| 4. Etappe | 9. März  | Saint-Étienne – Rasteau             | 193       | Tom Boonen           | Floyd Landis  |
| 5. Etappe | 10. März | Avignon – Digne-les-Bains           | 201,5     | Joaquim Rodríguez    | Floyd Landis  |
| 6. Etappe | 11. März | Digne-les-Bains – Cannes            | 179       | Andrei Kaschetschkin | Floyd Landis  |
| 7. Etappe | 12. März | Nizza – Nizza                       | 135       | Markus Zberg         | Floyd Landis  |